# Poljanice (Ljig)
Pour les articles homonymes, voir Poljanice.
Poljanice (en serbe cyrillique : Пољанице) est un village de Serbie situé dans la municipalité de Ljig, district de Kolubara. Au recensement de 2011, il comptait 442 habitants.

## Démographie
| 1948 | 1953 | 1961 | 1971 | 1981 | 1991 | 2002 | 2011 |
| ---- | ---- | ---- | ---- | ---- | ---- | ---- | ---- |
| 949  | 962  | 860  | 773  | 728  | 606  | 544  | 442  |

|  |